# A561984
«A561984» es el décimo episodio de la primera temporada de la serie de televisión FlashForward, de la cadena ABC. Fue escrito por los guionistas David S. Goyer y Scott M. Gimple y dirigido por Michael Nankin. Fue transmitido en Estados Unidos y Canadá el 3 de diciembre de 2009.

## Argumento
Mark Benford y Demetri viajan a Hong Kong para encontrar a la mujer que hizo la llamada del asesinato de Dem el 15 de marzo de 2010 
En Los Angeles Lloyd Simcoe y Simon revelan que ellos causaron el desvanecimiento.
- Datos: Q5645240